# Mars Pathfinder

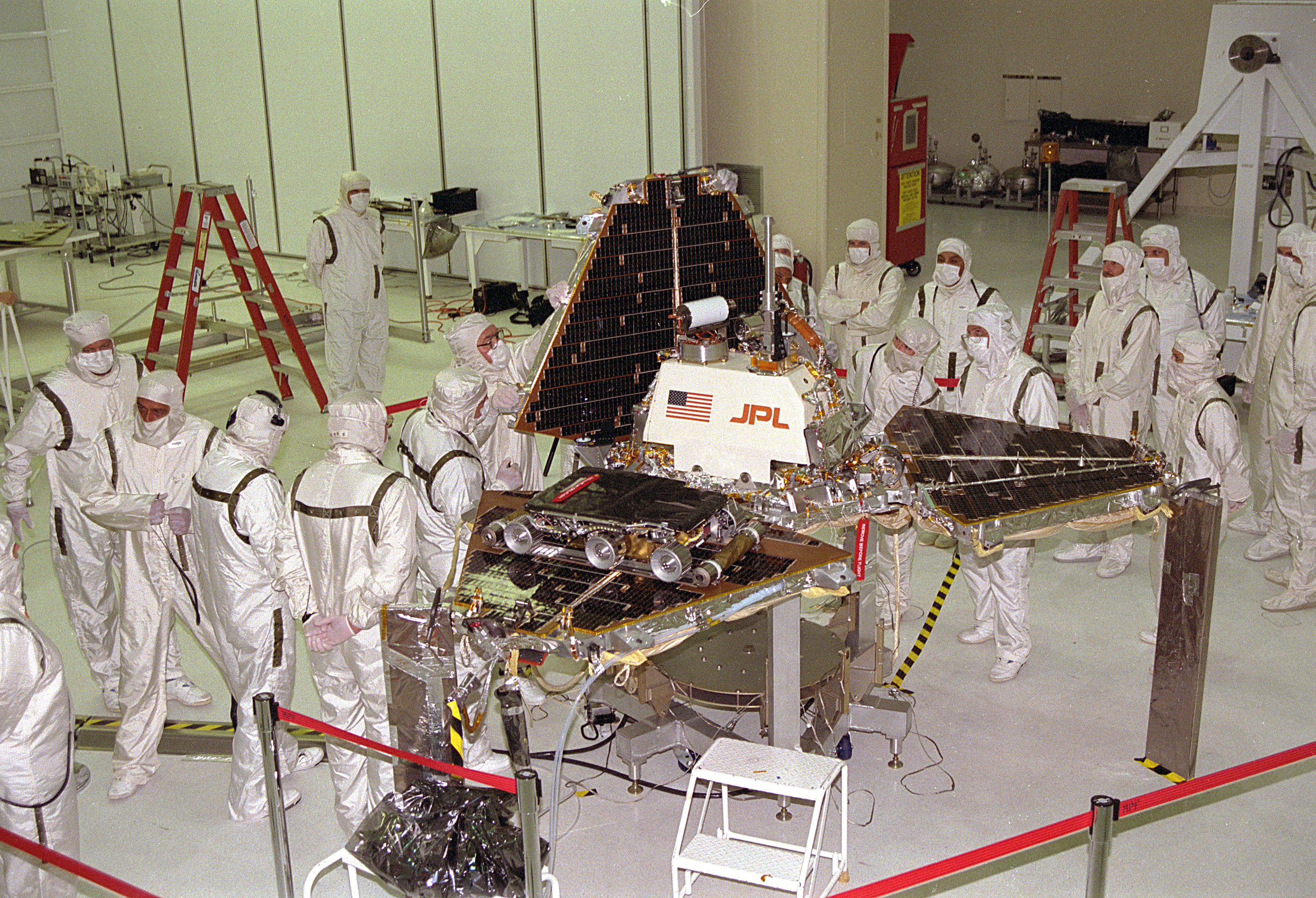
Mars Pathfinder in der Montagehalle

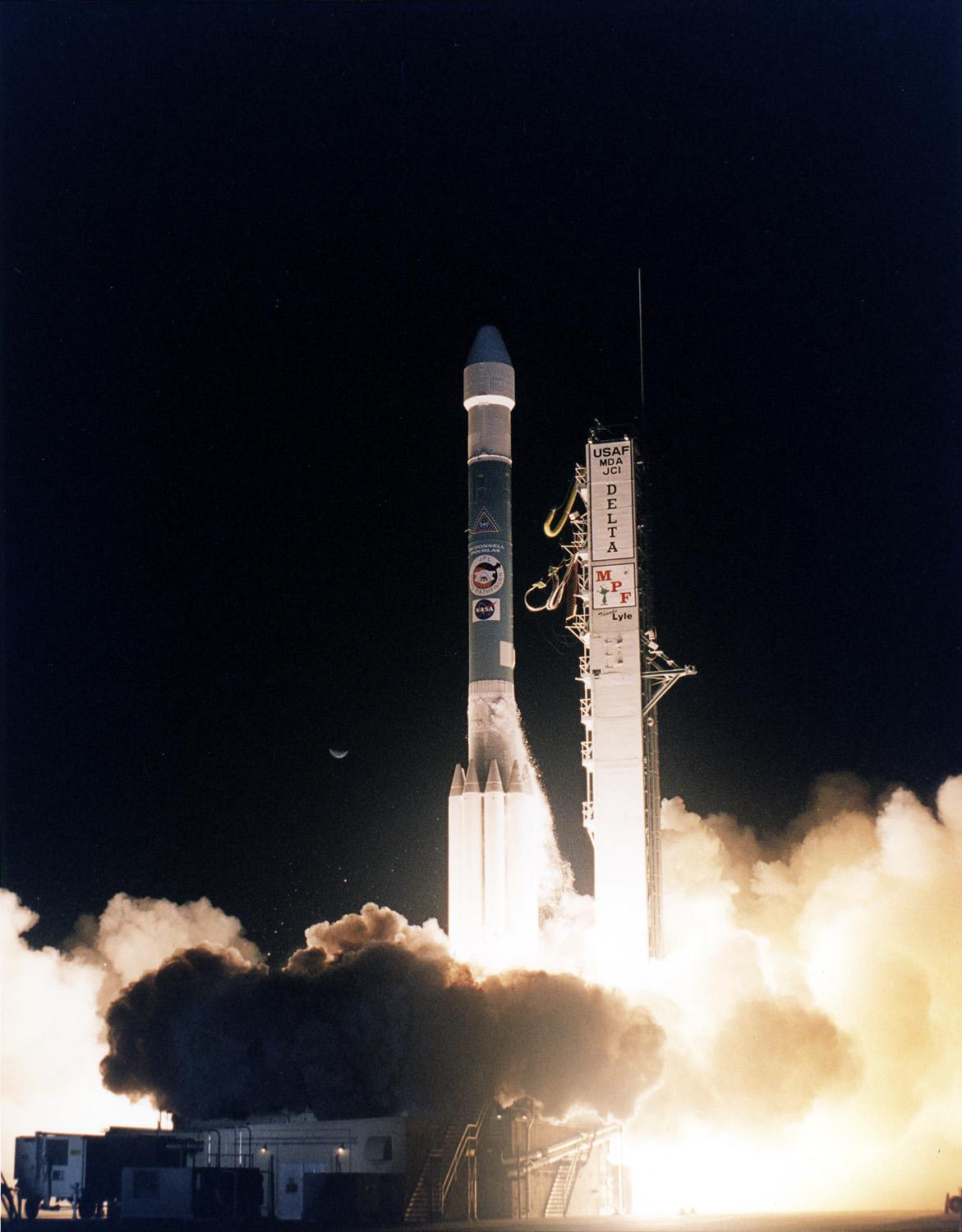
Start von Mars Pathfinder mit einer Delta-II-Rakete

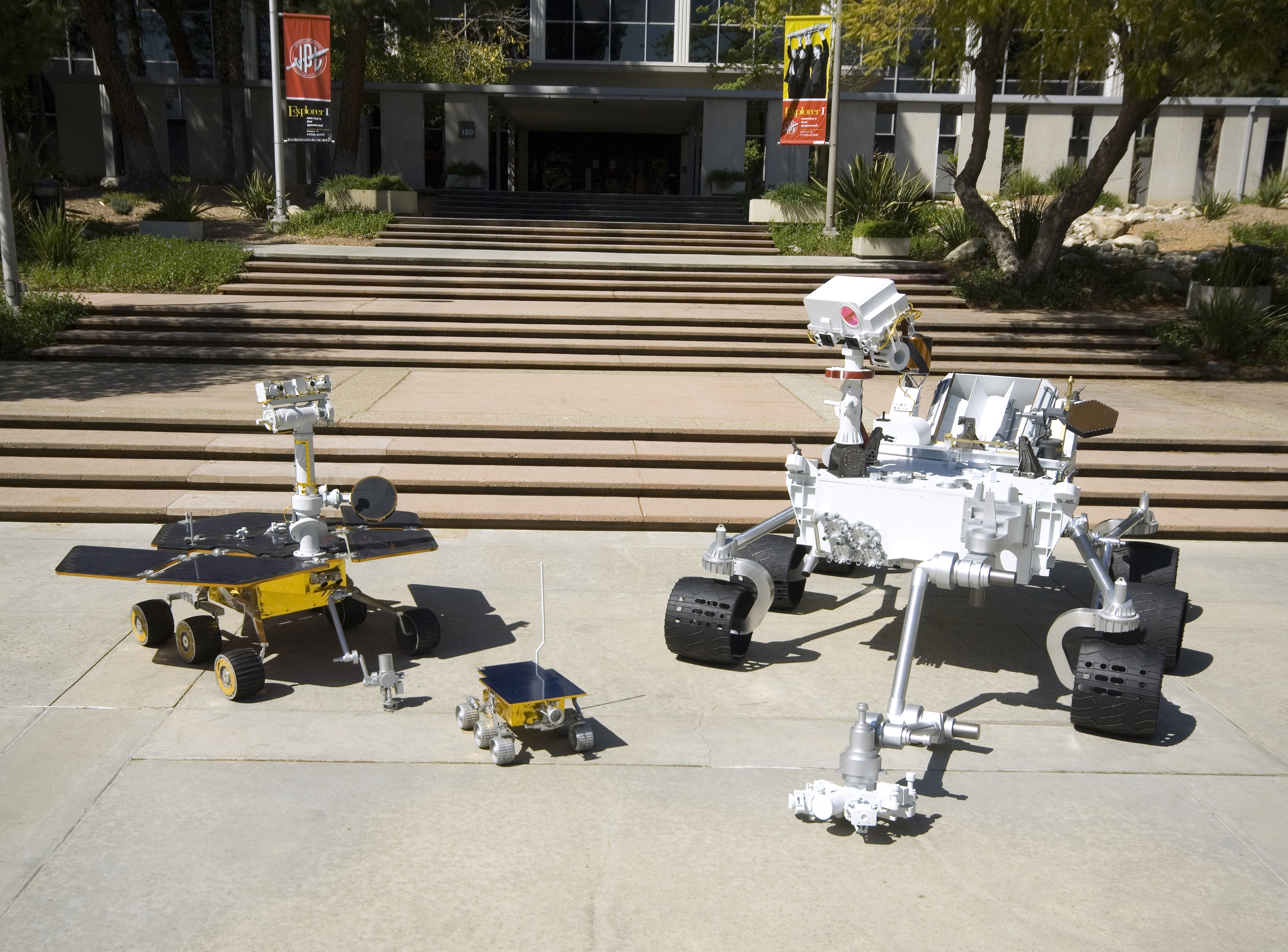
Modelle einiger Marsrover im Größenvergleich: Spirit (links), Sojourner (Mitte) und Curiosity (rechts)

Mars Pathfinder (MPF; englisch für Mars-Wegbereiter) war ein US-amerikanischer Mars-Lander, der 1996 von der NASA eingesetzt wurde. Er brachte den ersten Mars-Rover Sojourner erfolgreich auf die Marsoberfläche.

## Aufbau
Mars Pathfinder bestand aus einer Landeeinheit mit Kameras und Messinstrumenten sowie einem nur 10,6 kg schweren Roboterfahrzeug (Rover) namens Sojourner. Benannt wurde der Rover nach Sojourner Truth, einer US-amerikanischen Freiheitskämpferin, Frauenrechtlerin und Wanderpredigerin, deren Name „Gast“ bedeutet. Der Rover konnte ein an seiner Rückseite angebrachtes Alphapartikel-Röntgenspektrometer auf die Steine oder den Boden drücken und so chemische Analysen vornehmen.

## Missionsverlauf
Die Sonde wurde am 4. Dezember 1996 an Bord einer Delta-II-Rakete vom Cape Canaveral Air Force Station in Florida gestartet. Sie landete am 4. Juli 1997 in einem Gebiet namens „Ares Vallis“, das sich in der nördlichen Hemisphäre befindet und eines der felsigsten Gebiete auf dem Mars ist. Der Ort wurde von den Wissenschaftlern gewählt, weil eine Landung dort relativ sicher war und dort eine Vielzahl verschiedener Felsen abgelagert wurden.

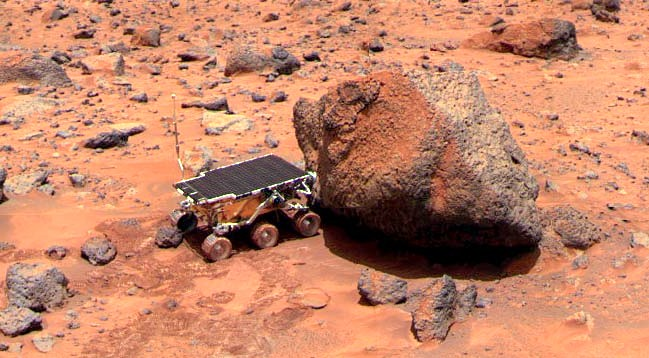
Sojourner untersucht den „Yogi“ getauften Felsen

Die Bewegungsfreiheit des Sojourner erlaubte es, viel mehr Gesteins- und Bodenproben zu analysieren, als es einer traditionellen Sonde möglich gewesen wäre. Die Härte der Marsoberfläche konnte mit dem Wheel Abrasion Experiment bestimmt werden, bei dem der Abrieb der Räder gemessen wurde. Bis zur letzten Übertragung am 27. September 1997 sendete Mars Pathfinder 16.500 von der Landeeinheit und 550 vom Rover aufgenommene Bilder sowie mehr als 15 chemische Analysen von Boden und Gestein zur Erde zurück, außerdem ausführliche Wetterdaten. Als wahrscheinlichste Ursache für den Ausfall der Sonde wird vermutet, dass die Batterien bei den tiefen Nachttemperaturen auf der Oberfläche des Mars eingefroren sind.

## Trivia
- Nach der erfolgreichen Landung wurde die Landeeinheit der Mars-Pathfinder-Mission zu Ehren des berühmten US-amerikanischen Astronomen und Planetologen Carl Sagan in Carl Sagan Memorial Station umbenannt.
- Die neuesten Forschungsergebnisse und Bilder wurden erstmals sofort im damals noch jungen World Wide Web veröffentlicht.
- Trotz des großen Erfolgs der Mission war sie ursprünglich „nur“ als Technologie-Demonstrations-Mission gedacht. So sollte sich der Sojourner zum Beispiel als erstes Fahrzeug auf dem Roten Planeten bewähren. Weiterentwicklungen der Mission sind die ähnlich konzipierten, aber viel größeren Exploration Rover Spirit und Opportunity der NASA, die im Januar 2004 erfolgreich auf der Marsoberfläche landeten.

## Fiktion
In der Folge Terra Prime der Star-Trek-Fernsehserie Star Trek: Enterprise hat der Mars-Pathfinder-Rover Sojourner einen Gastauftritt in seiner Rolle als Carl-Sagan-Gedenkstätte. Dabei erfährt man, dass diese mit der Marskolonisation durch einen Gedenkstein ergänzt wurde. Das Bild, wie Sojourner den Felsen Yogi untersucht, ist außerdem im Vorspann von Star Trek: Enterprise zu sehen.
Im Film Red Planet (2000) verwendet die auf dem Mars gestrandete Crew das Kommunikationsmodul des Sojourner, um die Funkverbindung zum im Orbit befindlichen Raumschiff wiederherzustellen.
Diese Idee wird auch im Roman Der Marsianer (2011, 2014) von Andy Weir und dessen Verfilmung Der Marsianer – Rettet Mark Watney (2015) aufgegriffen. Dort unternimmt der Protagonist Mark Watney eine mehrwöchige Expedition zum Pathfinder-Landeplatz. Er nimmt den Pathfinder und den Sojourner mit und kann die Landeeinheit reparieren und so eine Verbindung zur Erde herstellen. In der Verfilmung sieht man, wie Sojourner in Watneys Habitat umherfährt.